# Neoklasycyzm w muzyce
Neoklasycyzm – kierunek w muzyce XX wieku zaliczany do modernizmu,
nawiązujący do muzyki przedromantycznej. Dominował w muzyce europejskiej w latach dwudziestych i trzydziestych XX wieku, oddziaływał na wielu kompozytorów amerykańskich.
Podstawowe założenie: sztuka jest fenomenem autonomicznym, jedynie estetycznym, więc w muzyce zbędny jest program (w opozycji do romantyzmu); jej zadaniem nie jest komentowanie świata (w opozycji do ekspresjonizmu) ani oddziaływanie na emocje - konsekwentnie unikano więc patosu i ekstazy. O wartości dzieła decyduje  doskonałość rzemiosła kompozytorskiego (stanowiło to pewną reakcję na postulaty dada), przejrzysta i zwarta forma (częste nawiązania do barokowej fugi, do klasycznej formy sonatowej). Charakterystyczne dla utworów neoklasycznych są czytelne i różnorodne związki z muzyką wcześniejszych okresów: od tytułów (symfonie, sonaty), poprzez techniki (zwłaszcza kontrapunktyczne) po naśladownictwo dawnych stylów (pastisze). Orkiestrowe utwory są powściągliwe kolorystycznie (w opozycji do impresjonizmu). Harmonia jest tonalna, lecz „lekko przybrudzona” dysonansami. 
W latach dwudziestych Strawiński wielokrotnie podkreślał, że pod pojęciem neoklasycyzmu rozumie przywracanie sztuce takich wartości jak mistrzostwo i  doskonałość. Zwracał uwagę na potrzebę powrotu do tradycyjnego rozumienia piękna, w połączeniu z prawdą i dobrem, lecz realizowanego nowoczesnymi środkami. Praca kompozytora opierać się miała na znajomości materiału, opanowaniu technik oraz twórczej pracy intelektu. Słuchacz miał czerpać przyjemność z odkrywania w utworze ładu i porządku, podziwiać pomysłowość kompozytora (...): utwór miał się przede wszystkim podobać i budzić uznanie, a nie poruszać lub wstrząsać (co postulowali w tym czasie ekspresjoniści).
Za początek tego kierunku przyjmuje się powstanie Pulcinelli (1919) Strawinskiego, zaś za umowny koniec - premierę jego opery Żywot rozpustnika (1951). Do przedstawicieli nurtu należeli: Igor Strawinski, Béla Bartók, Paul Hindemith, Dmitrij Szostakowicz, Siergiej Prokofjew - jednym z najbardziej znanych jego utworów neoklasycznych jest Symfonia klasyczna, Albert Roussel, Aleksander Tansman, kompozytorzy grupy Les Six. W Polsce: Grażyna Bacewicz, Michał Spisak, Witold Lutosławski.
W literaturze anglosaskiej terminu neoclassical używa się również w odniesieniu do odwołujących się do muzyki poważnej stylów rocka progresywnego i dark wave. Nie mają one jednak wiele wspólnego z neoklasycyzmem w opisanym powyżej sensie.